# چیزهای کوچک (فیلم)
چیزهای کوچک (به انگلیسی: The Little Things) یک فیلم هیجان انگیز جنایی آمریکایی که به نویسندگی، تهیه‌کنندگی و کارگردانی جان لی هنکوک ساخته شده‌است. دنزل واشینگتن، رامی ملک و جارد لتو از بازیگران مطرح این فیلم هستند. فیلم چیزهای کوچک در تاریخ ۲۹ ژانویه ۲۰۲۱ توسط کمپانی برادران وارنر در ایالات متحده آمریکا منتشر شد. این فیلم به صورت آنلاین توسط اچ‌بی‌او مکس اکران شد.

## خلاصه داستان
جو دیک معاون کلانتر همراه با گروهبان جیم بکستر برای جمع‌آوری شواهد پرونده‌ای در رابطه با یک قاتل سریالی، به لس‌آنجلس اعزام می‌شود. اما هرچه پیش می‌روند با حقایق جدیدی مواجه می‌شوند که..

## واکنش منتقدین
به‌طور کلی فیلم نقدهای متوسطی دریافت کرد، اما بازی بازیگران و ارتباط آنها با یک‌دیگر و کارگردانی اثر تحسین شد. اکثر منتقدان فیلم نامه را مورد انتقاد قرار دادند و آن را تکراری و شبیه به آثاری چون فیلم هفت قلمداد کردند، و معتقد بودند آشنا بودن داستان باعث خسته کننده شدن فیلم و مانع از غافل‌گیری بیننده می‌شود.
در نهایت فیلم چیزهای کوچک در وبسایت راتن تومیتوز با ثبت ۱۸۴نقد توانست رضایت ۴۸ درصدی منتقدین را کسب کند.

## بازیگران
- دنزل واشینگتن در نقش دِکه
- رامی مالک در نقش کارآگاه باکستر
- صوفیا واسلیوا در نقش تینا سالواتوره
- تری کینی در نقش کاپیتان فَریس
- مایکل هیئت در نقش فلو دونیگان
- جیسون جیمز ریشتر در نقش کارآگاه دنیس ویلیامز
- کریس بائر در نقش سالو ریزولی
- کری اومالی در نقش خانم رابرتز

علاوه بر موارد فوق، جارد لتو، ناتالی مورالس، جوریس جارسکی، ایزابل آریایزا، جان هارلان کیم و تام هیوز نیز در این فیلم حضور دارند که هنوز نقش آنها برملا نشده‌است.

## اکران
این فیلم در تاریخ ۲۹ ژانویه ۲۰۲۱ اکران شد.این فیلم در پنجم فوریه از شبکه سینه فیلم cinefilm پخش شد.